# Lijst van voetbalinterlands Japan - Servië en Montenegro
Deze lijst van voetbalinterlands is een overzicht van alle officiële voetbalwedstrijden tussen de nationale teams van Japan en Servië en Montenegro. De landen speelden in totaal een keer tegen elkaar: een vriendschappelijke wedstrijd op 13 juli 2004 in Yokohama.

## Wedstrijden
| № | Plaats   | Datum        | Competitie        | Wedstrijd                    | Uitslag |
| - | -------- | ------------ | ----------------- | ---------------------------- | ------- |
| 1 | Yokohama | 13 juli 2004 | Vriendschappelijk | Japan – Servië en Montenegro | 1 – 0   |

## Samenvatting
| Competitie        | Totaal gespeeld | Winst Japan | Gelijk | Winst Servië en M. | Doelsaldo Japan – Servië en M. |
| ----------------- | --------------- | ----------- | ------ | ------------------ | ------------------------------ |
| Vriendschappelijk | 1               | 1           | 0      | 0                  | 1 − 0                          |
| Totaal            | 1               | 1           | 0      | 0                  | 1 − 0                          |

## Details

### Eerste ontmoeting
| Vriendschappelijk (Yokohama, Japan, 13 juli 2004): |              | |
| Japan | 1 – 0        | Servië en Montenegro |
| Yasuhito Endo 48' | goals        | |
| Zico | bondscoach   | Ilija Petković |
| Yoshikatsu Kawaguchi Akira Kaji Makoto Tanaka Tsuneyasu Miyamoto Yuji Nakazawa Shunsuke Nakamura Takashi Fukunishi Yasuhito Endo Alessandro Santos Takayuki Suzuki Keiji Tamada 72' | opstellingen | Dragoslav Jevrić 85' Dragan Sarač Đorđe Dudić Đorđe Jokić Dušan Petković Saša Ilić 85' Dragan Mladenović 72' Aleksandar Pantić 88' Miloš Marić 80' Savo Milošević 65' Danko Lazović |
| Atsushi Yanagisawa 72' | wissels      | 65' Nenad Jestrović 72' Jovan Markoski 80' Miloš Kolaković 85' Bojan Neziri 85' Simon Vukčević 88' Dragan Vukmir                                                                    |
| | gele kaarten | 24' Saša Ilić 75' Savo Milošević 86' Dušan Petković |
| - Debuut van Dragan Vukmir (DVSC MegaForce) voor Servië en Montenegro. |              | |